# Sven Figee
Sven Figee (Almelo, 27 mei 1975) is een Nederlands componist, producer en musicus.

## Leven en werk
In 1995 begon Figee zijn studie jazzpiano aan het conservatorium in Rotterdam. Tijdens zijn eerste studiejaar gaf hij zelf ook piano- en keyboardles. Bij diverse lokale bandjes speelde hij funk en rock. Zijn eerste grote studio-ervaring deed hij op met de Nederlandse rockband Topaz. In 1996 kwam hun plaat The Door uit. Figee nam de orgel- en synthesizerpartijen voor zijn rekening.
Als bandlid van Marcel de Groot toerde Figee langs de Nederlandse theaters. De toetsenist was twee jaar betrokken bij de Haagse groep. In 1998 verscheen het live-album Toer van Marcel de Groot, met Figee op de toetsen. Hij begeleidde diverse artiesten zoals Boudewijn de Groot en George Kooymans.
In 1998 en 1999 ging hij met Anouk op pad. Als bandlid van de rockzangeres toerde hij door Europa en Amerika. Figee stond op diverse festivals in het binnen- en buitenland. In 1999 werkte hij ook mee aan haar tweede album Urban Solitude. Figee sloot zich daarnaast aan bij The Wishing Well, een project van Haagse muzikanten. Veel muzikanten van Anouk, Hallo Venray en Gruppo Sportivo kwamen elkaar tijdens dit project tegen. Het project viel na een jaar uit elkaar. Met Keith Caputo (zanger van Life Of Agony) deed Figee in 2000 een tournee en stond hij onder meer op het Roskilde Festival in Denemarken.
In 2001 begon Sven Figee zijn eigen studio: Audio Recording Studio. Het album Lost Tracks van Anouk verscheen, waarop enkele live-nummers staan die Figee heeft ingespeeld. Verder speelde hij de toetspartijen in van de single Circles van zanger/acteur Chris Zegers. Hij sloot zich aan bij de 17-koppige begeleidingsband van Mieke Stemerdink (Gigantjes), The New Swing Show, en speelde Hammond-orgel en Fender Rhodes-piano daarin. De zangeres toerde langs de theaters met haar Mieke Giga and The New Swing Show. Figee was de producer van het live-album dat eind 2002 in Hengelo werd opgenomen. Soulzangeres Rose, de partner van Figee, presenteerde in 2002 haar debuutalbum Trust. Figee drukte een belangrijk stempel op de plaat. Hij was als producer, componist, arrangeur en pianist betrokken bij het debuut dat door de pers lovend werd ontvangen. Met Rose stond hij onder meer op North Sea Jazz Festival, maar commercieel leverde Trust weinig op. In 2002 kwam ook de eerste, gelijknamige plaat van Floris uit. Sven Figee zette het concept voor de plaat in elkaar en haalde alle muzikanten bijeen. Hij speelde verder de pianopartijen in in het nummer Free van de Haagse rockband DI-RECT. Het nummer werd een grote hit. Hij speelde mee op demo's van de Haagse bands Merg En Been en Splendid.
Sven Figee ging ook het theater in. Frans van Deursen en Bob Fosko brengen de musical de Blues Brothers en Figee zit in de begeleidingsband. In december speelt hij in het gebouw van de Tweede Kamer. Jan Douwe Kroeske organiseert daar een concert met onder meer Ali B, Rose en Eric Corton. Hij wil met deze ludieke actie politiek Den Haag laten weten dat er te weinig geld voor popmuziek wordt uitgetrokken. Figee is een van de begeleidende muzikanten. In 2004 verschijnt het album Liquinova van DJ Sean McCaff. Figee speelt mee op dit loungeproject. Samen met Thijs de Melker produceert hij het debuutalbum van de Haagse reggaeband Splendid. Tijdens de Haagse Beatnach op Parkpop speelt Figee in de gelegenheidsformatie die Haagse popsterren uit het verleden muzikaal bijstaat. Figee maakt deel uit van de begeleidingsband tijdens de theatershow van The Blues Brothers met Bob Fosko (Raggende Manne) als Jake Blues en Jim de Groot als Elwood Blues. Hij is te horen op het debuutalbum Mesmerize van DJ Maestro en maakt deel uit van de Jan Rietman Band. Figee maakt samen met drummer/percussionist Ro Krom, bassist Zwazi van TrackAddicts en DJ JayP deel uit van de nieuwe incarnatie van FatFunk. De band begeleidt de tournee van de zangeressen van The Mighty 8, een project van het Nationaal Pop Instituut in het kader van Unsigned.
Na de opnamen van het tweede album Livin' It van zangeres Rose werken Figee en gitarist Roland Dirkse aan de bouw van een eigen studio. 15 maart 2008 openen ze in Delft de deuren van hun studio Marmalade Music. Figee rondt met zijn band Sven Hammond Soul in de zomer de opnamen af voor het album The Apple Field, vernoemd naar een plek van vruchtbaarheid en creativiteit uit een boek over Kaballah. Als voorproefje verschijnt in het najaar de 7” Looking Up, Turnin Round/Moet Jij Wete op het Amerikaanse label Hammondbeat Records. De Britse zangeres Corrina Greyson zingt mee op de A-kant. De toetsenist levert bijdragen op hammondorgel op het album Hard En Hoofd (november) van Beatrice van der Poel. Sven Figee is als muzikant, medecomponist en coproducer in 2010 betrokken bij het album Funk On Me van trompettist Rik Mol. In februari presenteert het pop/jazztrio Scarlet Mae hun eerste EP. De productie is in handen van Figee en Dirkse. Figee speelt mee op het Nederlandstalige album Lef van zangeres Erikah Karst. 
Bij de talentenjacht The Voice Of Holland op RTL 4 is hij de rechterhand van jurylid en coach Angela Groothuizen. Het album The Apple Field van Sven Hammond Soul bevat naast soul, jazz, pop en rhythm & blues ook vocalen. In juli 2012 staat Figee met Sven Hammond Soul op North Sea Jazz Festival. De toetsenist produceert het album Heart & Soul van Ben Saunders en is op die plaat ook te horen op hammond.
Tussen 2009 en 2021 brengt Sven Figee met zijn band Sven Hammond 10 albums uit.

## Foto's

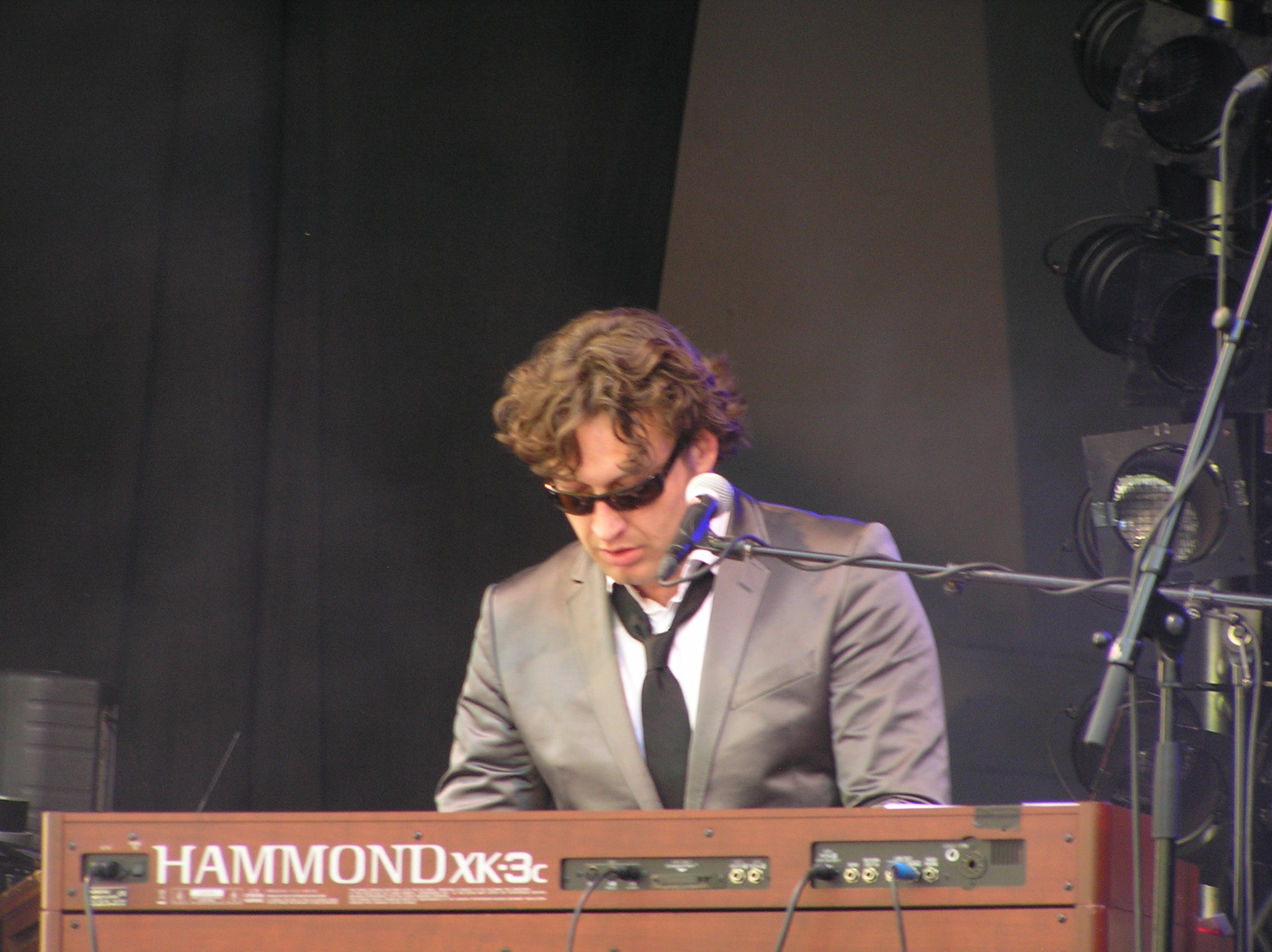
Op het International Jazz Festival Middelburg in 2012
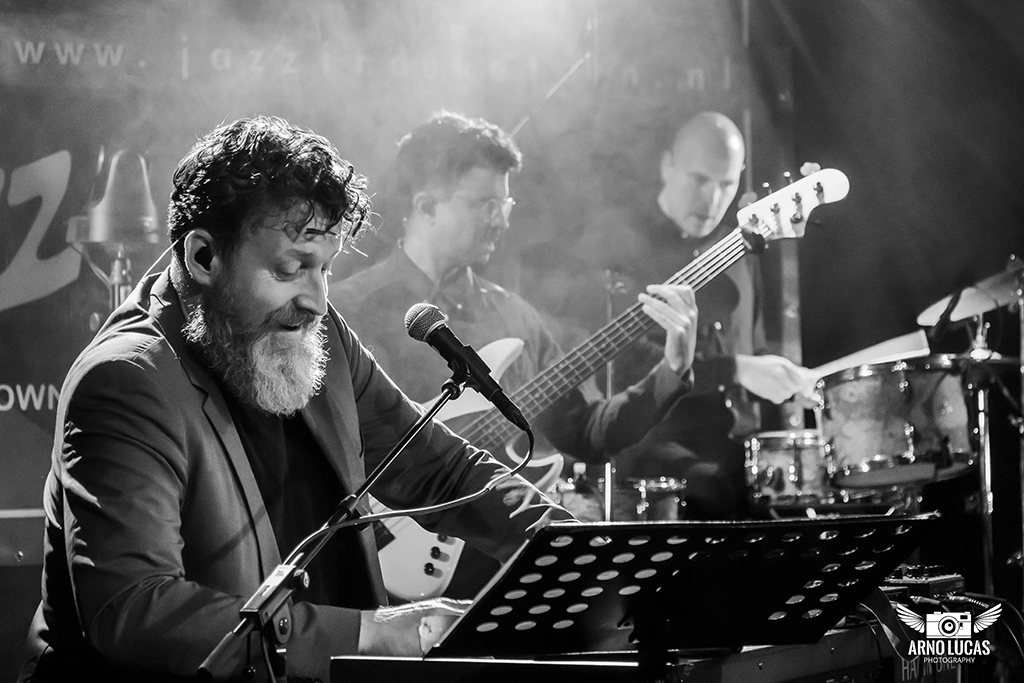
Sven Hammond tijdens Jazz in Duketown 2021

## Join The Beat
In het AVRO-programma Join The Beat op Nederland 3 dat Gerard Ekdom presenteerde legden in 2013 producers Sven Figee en Tjeerd Oosterhuis elke week een basisbeat in een ander muziekgenre neer en nodigen ze iedereen die mee wil doen uit mee te werken aan de afronding van het nummer. Ook bekende muzikanten leverden bijdragen. Vanaf 4 november maakten de producers op deze manier zeven weken lang elke week een complete track.

## Matthijs Gaat Door
Sinds oudejaarsavond 2020 is Sven Figee de vaste gast en muzikaal leider van de Sven Hammond Big Band in de zaterdagavondshow van Matthijs van Nieuwkerk genaamd Matthijs Gaat Door bij omroep BNNVARA. In het programma heeft muziek een belangrijke rol. De Sven Hammond Big Band is de huisband van het programma. Daarnaast worden er elke week gastartiesten uitgenodigd. Het eerste seizoen bestond uit 10 reguliere afleveringen na de oudejaarsavond show en liepen van zaterdag 23 januari tot en met zaterdag 27 maart.

## De Slimste Mens
Op 16 augustus 2023 deed Sven Figee mee bij de Slimste Mens als uitdager van Jörgen Tjon Fong en Aimé Kiene.

## Artiesten / bands
Sven was/is bandlid bij de volgende artiesten/bands:
- Prat's The Whoblem, hammondorgel
- Bo Saris, toetsen, hammondorgel
- Topaz, toetsen, hammondorgel
- Anouk, toetsen, hammondorgel
- Marcel de Groot, toetsen
- Floris, toetsen
- Keith Caputo, toetsen
- Chris Zegers, toetsen
- Splendid, toetsen
- Jan Rietman, toetsen
- Beatrice van der Poel, toetsen
- For The Love Of Money, toetsen
- Mieke Giga, toetsen, hammondorgel
- Rose, toetsen
- The Wishing Well, toetsen
- Shary-An, toetsen, hammondorgel
- Angela Groothuizen, hammondorgel
- Sven Hammond, hammondorgel
- Rik Mol, hammondorgel
- Nederlands Studenten Jazz Orkest, hammondorgel, dirigent
- ORBI, hammondorgel

## Producer-sessiemuzikant
Figee werkte als producer en sessiemuzikant samen met artiesten als Anouk, DI-RECT, Shary-An, Ben Saunders, Niels Geusebroek en vele anderen.